# بوبي ويلسون (لاعب كرة قدم أمريكية)
بوبي ويلسون (بالإنجليزية: Bobby Wilson)‏ هو لاعب كرة قدم أمريكية أمريكي، ولد في 4 مارس 1968 في شيكاغو في الولايات المتحدة.

## وصلات خارجية
- بوبي ويلسون على موقع مرجع كرة القدم المحترفة.كوم (الإنجليزية)